# We Hate You Please Die
We Hate You Please Die est un groupe de punk rock français originaire de Rouen et actif depuis 2017. Le groupe est constitué de Chloé Barabé (chant, basse), Joseph Levasseur (guitare) et Mathilde Rivet (batterie).

## Biographie
Le groupe a été créé par Raphael Balzary, chanteur de la première formation. Il a vite été rejoint par Chloé Barabé à la basse, puis plus tard par Joseph Levasseur (Guitare) et Mathilde Rivet (Batterie). Tous commencent à répéter ensemble début 2017. Leur nom est une référence directe à Scott Pilgrim vs. the World.
En 2018, ils auto-produisent leur premier album, Kids Are Lo-Fi,, sur le label du même nom (aujourd'hui Incisive Records), leur permettant de se produire partout en France, notamment aux Inouïs du Printemps de Bourges ainsi qu'à Rock en Seine. En 2020, sort l'EP Waiting Room.
En 2021, sort leur deuxième album Can't Wait To Be Fine, jugé par Rock & Folk comme "un deuxième album plus mature, plus fouillé et surtout beaucoup plus puissant".
Au mois de janvier 2023, le groupe annonce se séparer de Raphael Balzary sur ses réseaux sociaux. Désormais en trio, Chloé Barabé prend le chant lead, la formation opère une musique plus nineties, dans la lignée du mouvement Riot grrrl, tout en gardant le ton engagé qui les caractérisent. Ils entament une tournée 2023 en France et au Canada, se produisant notamment lors de l'Armada de Rouen en juin 2023.
En avril 2023, ils publient un double single Sorority/Control, puis Adrenaline et Stronger Than Ever au printemps 2024.
Le 29 mai 2024, ils annoncent la sortie de leur troisième album Chamber Songs, prévu pour le 20 septembre.
Le groupe dénote par ses sujets politiques, militantistes et intimes. Abordant des thèmes comme la neuroatypie, l’amour, les violences policières, le patriarcat ou encore les agressions sexuelles.
Rock&Folk les classent dans leur liste des 50 groupes de rock français à suivre en 2024.

## Discographie

### Participation
- 2020 : Sick Sad Word - Volume 1 : reprise de Freed from desire de Gala[19]